# Kargopol
Kargopol (en russe : Каргополь) est une ville de l'oblast d'Arkhangelsk, en Russie, et le centre administratif du raïon de Kargopol. Sa population s'élevait à 9 962 habitants en 2022.

## Géographie
Kargopol est arrosée par le fleuve Onega. Elle et située à 3 kilomètres au nord du lac Latcha, à 80 km de la gare de chemin de fer la plus proche, Niandoma, à  493 km au sud-sud-ouest d'Arkhangelsk et à 831 km au nord de Moscou.

## Toponymie
Le nom de la ville est un demi calque caractéristique du Nord russe lorsque le nom du substrat finno-baltique n'est repris que pour moitié, l'autre moitié du nom étant d'origine russe. La deuxième partie du mot Kargopol signifie champ en russe (pole - поле). La signification de la première partie, le mot kargo, varie selon les versions : kargo dans les dialectes du nord signifie corbeau. En carélien par contre, karhupeldo signifie du côté des ours. Le tout signifie donc soit champ du corbeau, soit du côté des ours.

## Histoire
Selon les archéologues, les plus anciennes colonies humaines de la région remontent au quatrième millénaire avant notre ère, à la période néolithique. Plus de 50 sites anciens ont été retrouvés  qui sont toujours localisés à proximité des lacs ou sur les berges de rivières. Les colonies humaines étaient constituées de petits groupes qui ne dépassaient pas 25-30 personnes. Leur activité était principalement la pêche et la chasse aux oiseaux aquatiques. La proximité du lac Latcha et de l'Onega rendait le site attrayant pour ce type de population. À l'arrivée des Novgorodiens, qui sont les premiers colons russes de la région, à l'est du lac Ladoga et du lac Onega, le territoire de Kargopol est habité par des tribus finno-ougriennes. Le souvenir de ces tribus est conservé dans les noms de rivières, de lacs : Tikhmanga, Oukhta, Lovzanga, Pilegma, Lekchma et d'autres encore.
C'est en tout cas un des plus anciens site de peuplement de la Russie du Nord, fondé probablement au XIIe siècle ou même au XIe siècle 

### Des premières mentions jusqu'auXVIIesiècle
Les premières mentions de Kargopol dans des sources écrites remontent à 1380. Dans la Chronique de Nikon  il est mentionné que le prince Gleb de Kargopol a amené ses troupes sous les bannières du grand prince de Moscou, Dimitri Ier Donskoï, et a participé à la bataille de Koulikovo (1380) . La ville de Kargopol (sous sa forme ancienne Kargo Pole) est citée également en 1447 quand Dimitri Chemyaka y trouve refuge alors qu'il fuit les persécutions du grand prince Vassili II. Il ne fait aucun doute que Kargopol a été fondée bien avant la fin du XIVe siècle. Les rives du fleuve Onega, l'une des voies d'accès des Pomors, étaient occupées par des colons de Novgorod dès le XIIe siècle et au milieu du XIVe siècle y sont déjà apparus des monastères. Il semble qu'à l'origine la colonie de peuplement de Kargopol dépendait de la principauté de Beloozero puis est passée sous le pouvoir de la république de Novgorod.
Du fait de la subordination de la république de Novgorod en 1478 à la grande-principauté de Moscou, les terres situées le long du fleuve Onega jusqu'à la Mer Blanche ont formé l'ouïezd de Kargopol soumis à l'autorité du gouvernement de Moscou.
À partir de la fin du XVe siècle, Kargopol devient aussi un lieu d'exil. À l'époque d'Ivan III (1462—1505) les familles des prisonniers provenant des khans Tatars y sont retenues.
Au XVIe siècle, Kargopol devient une ville commerciale importante. Une nouvelle prison y est érigée. En 1506, le grand-prince Ivan III transmet la propriété de Kargopol à son fils Vassili par testament. En 1539, la ville reçoit de larges droits à l'autonomie, notamment en matière de justice pénale. Par la ville de Kargopol passe le commerce de sel et de poisson avec les Pomors. Des chartes royales donnent à la ville des privilèges en matière de commerce du sel, tandis que les habitants des villes de Vologda et de Belozersk n'ont pas le droit de se rendre à la Mer Blanche et doivent acheter leur sel à Kargopol. Outre le sel, les marchands de Kargopol interviennent dans les transactions sur le bois, la fourrure, le minerais de fer. Les environs de la ville étaient riches en minerais de fer, en bois et en fourrure.
Lors de l'introduction de l'opritchnina par Ivan le Terrible à la fin du XVIe siècle, la ville de Kargopol fait partie du territoire sur lequel s'exerce l'autorité absolue du tsar. En 1588, l'ambassadeur de la reine d'Angleterre Élisabeth Ire Giles Fletcher, the Elder (en) décrit pour la reine les principales villes de Russie qu'il a visitées et parmi celles-ci la ville de Kargopol. C'est l'apogée de la ville.
En 1612, lors de la guerre russo-polonaise), la ville repousse les attaques des Lituaniens et des Polonais et en 1614 elle résiste à un siège mené par les cosaques.
En 1648, à l'époque du soulèvement de Moscou une révolte populaire débute contre la collecte des taxes pour l'année 1647 dont le taux  avait triplé .

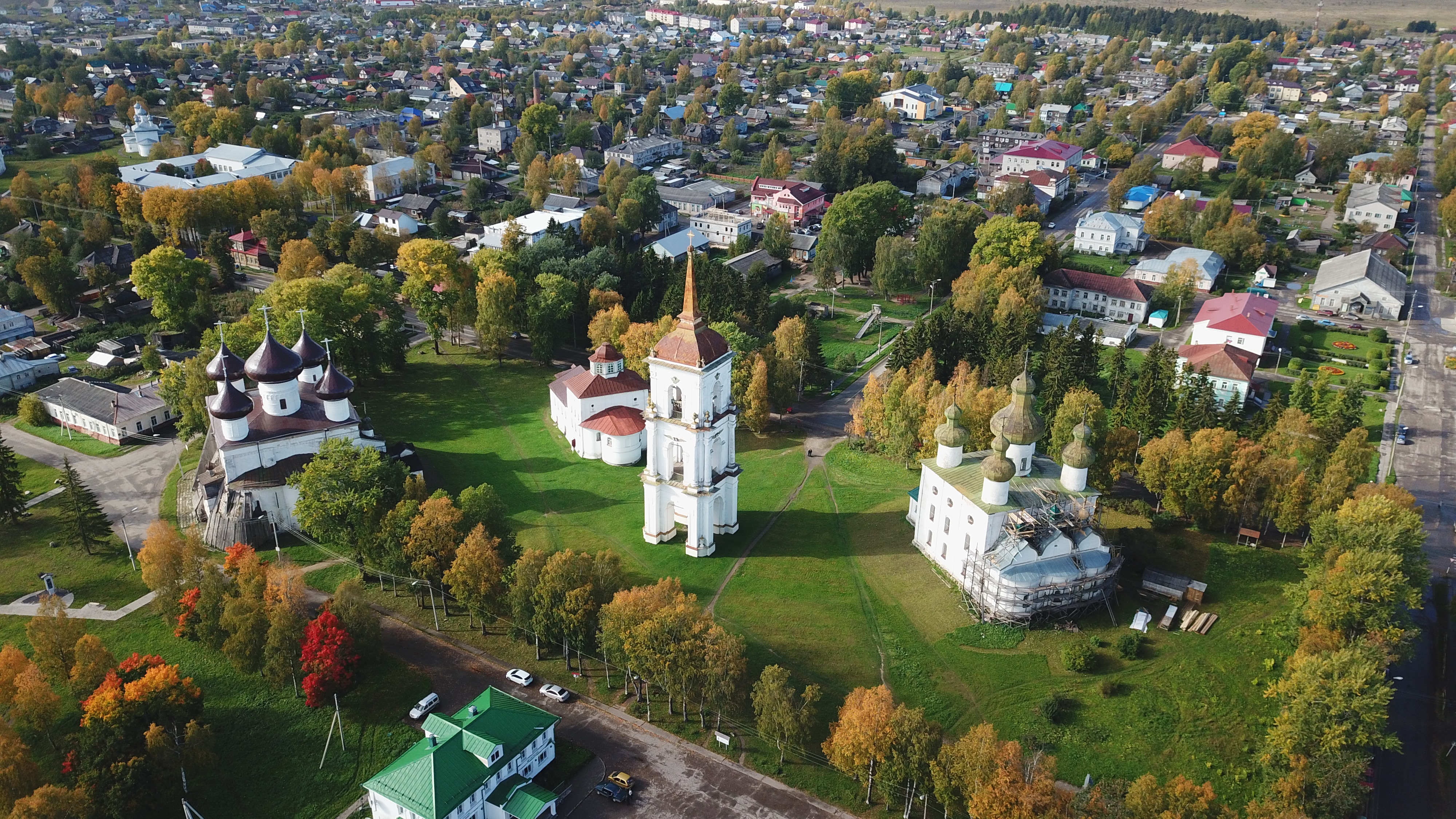
Vue aérienne des églises de Kargopol sur la place de la cathédrale

### La ville auXVIIIesiècle
En 1703, Kargopol devient un des chantiers navals d'Olonets ; en 1708, la ville fait partie du gouvernement d'Ingrie. En 1727, elle devient  un district de la province de Belozersk.
En 1765, se produit un terrible incendie (il y en eut d'autres en 1515, 1552, 1612, 1615, 1619, 1679, 1737), qui détruit la plupart des résidences et des constructions artisanales et commerciales. Neuf églises sont également gravement endommagées parmi lesquelles la cathédrale de la Nativité-du-Christ. Commencée en 1552, placée au centre de la ville le long du fleuve Onega, c'est une des principales églises de la ville. Après l'incendie, les rues sont reconstruites selon un plan géométrique régulier et c'est pour cette raison que c'est l'une des premières villes russes à avoir conservé un tel plan jusqu'à ce jour. Lors de la reconstruction des maisons, interdiction est donnée de construire à proximité des églises d'une part pour des raisons de sécurité par rapport au feu et d'autre part pour des raisons esthétiques de sauvegarde de la vue des façades des églises.
En 1776, par décret de l'impératrice Catherine II, le territoire de Kargopol entre dans le  gouvernement d'Olonets et dans le gouvernement général de Novgorod. En 1784, la réforme administrative fait entrer le gouvernement d'Olonets, y compris Kargopol, dans le gouvernement de Saint-Pétersbourg.
En 1785, le gouverneur d'Olonets, le poète et homme politique russe Gavrila Derjavine, découvre un manuscrit dans un des monastères de Kargopol. Ce manuscrit renseigne que le prince de Belozersk a battu les Tchoudes, puis a trouvé ) Kargopol un endroit où se reposer, y installer son camp et construire une prison. La date probable de cet événement est l'année 1146.
Une fois que la Russie eut retrouvé l'accès à la mer Baltique et après la fondation de Saint-Pétersbourg, Kargopol déclina progressivement. Les habitants de Kargopol furent encore actifs dans l'exploration de la Russie d'Asie. Alexandre Baranov, le premier gouverneur de l'Amérique russe (Alaska), y est né.

### La ville entre leXVIIIesiècleet leXIXesiècle

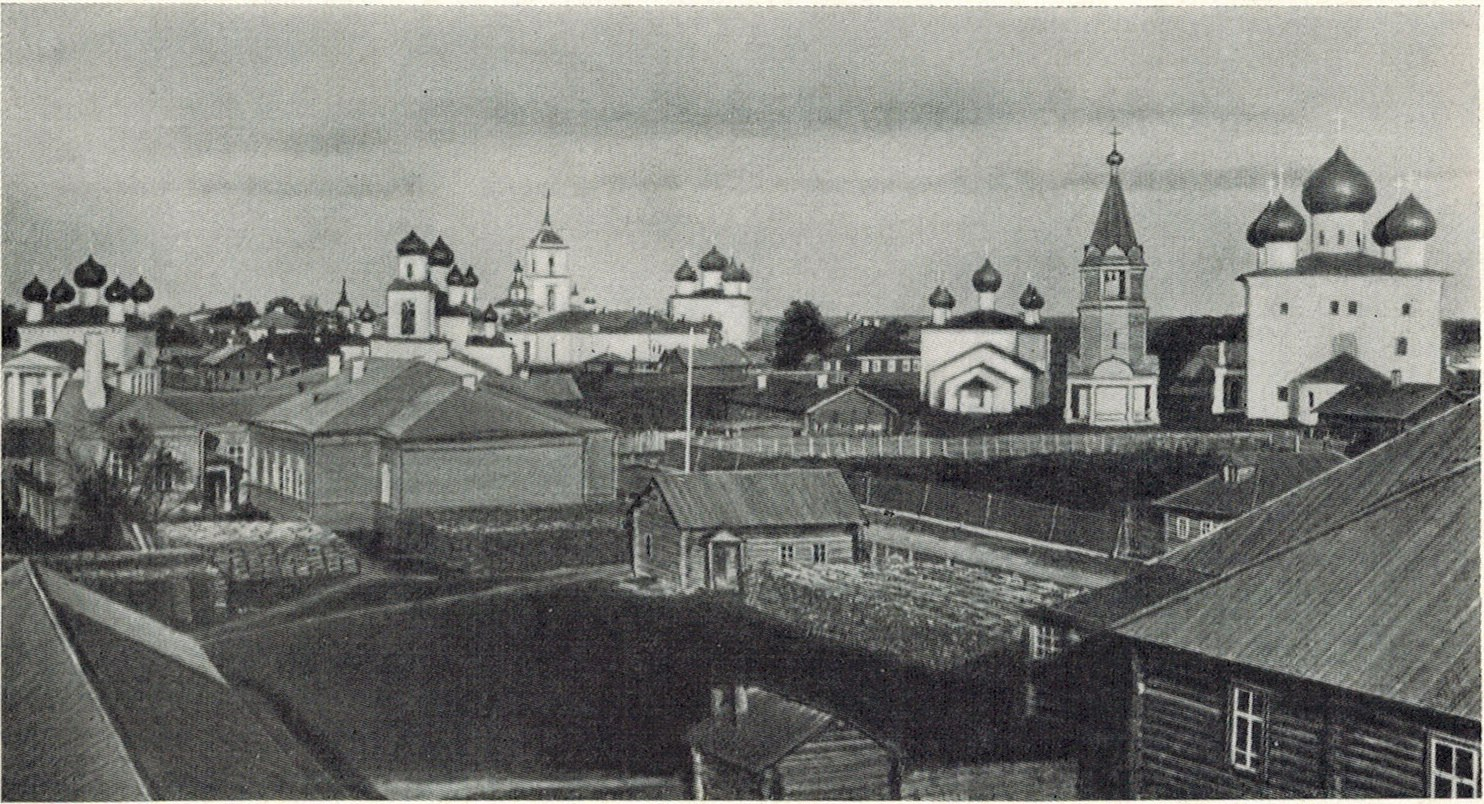
Kargopol au début du XXe siècle

À cette époque, la ville possède un hôpital de 45 lits, un hospice pour 30 personnes; un orphelinat avec  atelier pédagogique de menuiserie et de reliure de livres pour les garçons.
Dans le domaine de l'éducation, il existe une école paroissiale pour garçons, fondée en 1809, où étudient une cinquantaine d'élèves. Également une école pour garçons d'une centaine d'élèves et une école paroissiale pour les filles qui compte 73 élèves.
Le nombre de maisons construites en pierre s'élève à l'époque à 11 et 331 maisons construites en bois.
L'artisanat principal est représenté par le traitement des fourrures d'écureuils dont les productions sont présentées à la Foire de Nijni Novgorod. Mais cette production diminue fortement durant tout le XIXe siècle. Bien qu'à la fin du siècle la ville ne représente plus l'importance qu'elle avait au début elle reste , derrière Petrozavodsk et Vytegra une des plus importantes villes de la province et la seule à porter aussi fort l'empreinte de l'ancienne Russie grâce notamment à son architecture.
En dehors de la ville deux monastères avaient été fondés, selon la légende au XIVe siècle: le monastère de la Dormition pour femmes et le monastère du Sauveur pour hommes. Ce dernier est devenu en 1911 le siège des évêques de Kargopol dans l'éparchie d'Olonets.
Kargopol était aussi un centre d'iconographie dont le style des icônes se distinguait par son écriture nordique particulière.

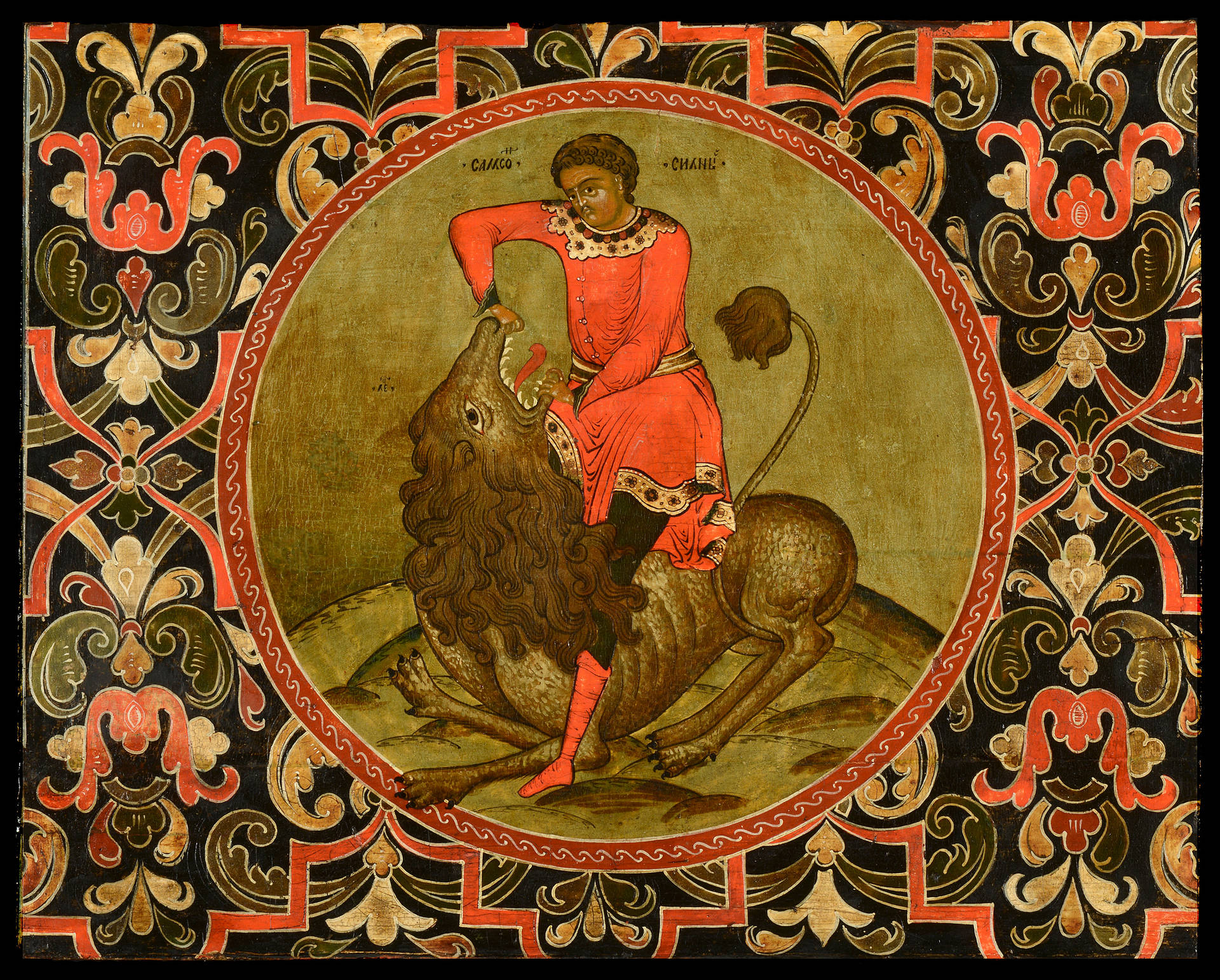
Exemple d'icône de Kargopol du XVIIIe siècle

### Russie soviétique
Au début de l'année 1918 est créée à Kargopol une section du Parti ouvrier social-démocrate de Russie (bolchévique) et le pouvoir soviétique se met en place. Durant l'entre-deux-guerres, un certain nombre d'édifices religieux de l'architecture traditionnelle de la région a été détruit, parmi lesquels on peut citer : l'église du Sauveur des Valouchkis dont les origines dataient du XVIIe siècle, la cathédrale du monastère de la Transfiguration du Sauveur (1717), l'église Saint-Vladimir (milieu du XVIIe siècle), l'église de l'Entrée-du-Christ-à-Jérusalem (1732).
Le 30 avril 1919, le district de Kargopol passe de l'ouïezd d'Olonets au gouvernement de Vologda.
Depuis les années 1937 et jusqu'en 1960, il a existé à Kargopol une administration du camp de prisonniers mis au travail essentiellement dans l'exploitation du bois, mais avec des activités annexes (briqueteries, meubles) . Il s'agit du Camp de travail pénitentiaire de Kargopollag auquel était adjoint le camp voisin de même nature de Yertsevo. En 1940, il comptait 30 000 détenus.
Dans les années 1940, durant la Grande guerre patriotique, un aéroport a été construit à l'ouest de la ville.

## Population
Recensements (*) ou estimations de la population,
| 1858  | 1897* | 1926* | 1931  | 1939* | 1959* | 1970*  |
| ----- | ----- | ----- | ----- | ----- | ----- | ------ |
| 2 070 | 3 057 | 3 449 | 3 900 | 6 300 | 8 650 | 11 427 |

| 1979*  | 1989*  | 2002*  | 2010*  | 2012   | 2013   | 2014   |
| ------ | ------ | ------ | ------ | ------ | ------ | ------ |
| 10 749 | 12 495 | 11 192 | 10 214 | 10 139 | 10 103 | 10 056 |

| 2015   | 2016   | 2017   | 2018   | 2019   | 2021   | 2022  |
| ------ | ------ | ------ | ------ | ------ | ------ | ----- |
| 10 048 | 10 052 | 10 055 | 10 062 | 10 037 | 10 025 | 9 962 |

## Économie
Les types d'exploitations sont : 
- des laiteries
- des ateliers de panification
- un éditeur de journal local Kargopol
- des ateliers de fabrication de jouets

Le développement économique pose un problème à la ville du fait de l'éloignement d'Arkhangelsk, du faible développement du transport routier et du chemin de fer (il n'y a pas de gare à Kargopol), du caractère peu compétitif des produits locaux. L'industrie du bois pourrait se développer, mais la faiblesse des infrastructures et l'éloignement des ports d'exportation et des marchés rend ce développement difficile. Les possibilités touristiques de la ville sont riches (architecture médiévale, architecture en pierre et en bois, parc nationaux zapovednik), mais l'éloignement de Kargopol rend leur développement tout aussi difficile.

## Édifices religieux
Le musée d'histoire, d'architecture et des beaux-arts de Kargopol, créé en 1919, comprend 19 monuments d'architecture religieuse en bois et en pierre, dont 17 d'importance fédérale datent des XVIe siècle-XIXe siècle parmi lesquelles : 
- Cathédrale de la Nativité du Christ (Kargopol)
- l'église de la Résurrection (Kargopol)
- l'église de la Nativité-de-la-Vierge (Kargopol)
- l'église de l'Annonciation (Kargopol)
- l'église Saint-Jean-Baptiste (Kargopol)
- l'église de la Présentation-de-Marie-au-Temple (Kargopol)
- l'église de la Trinité (Kargopol)

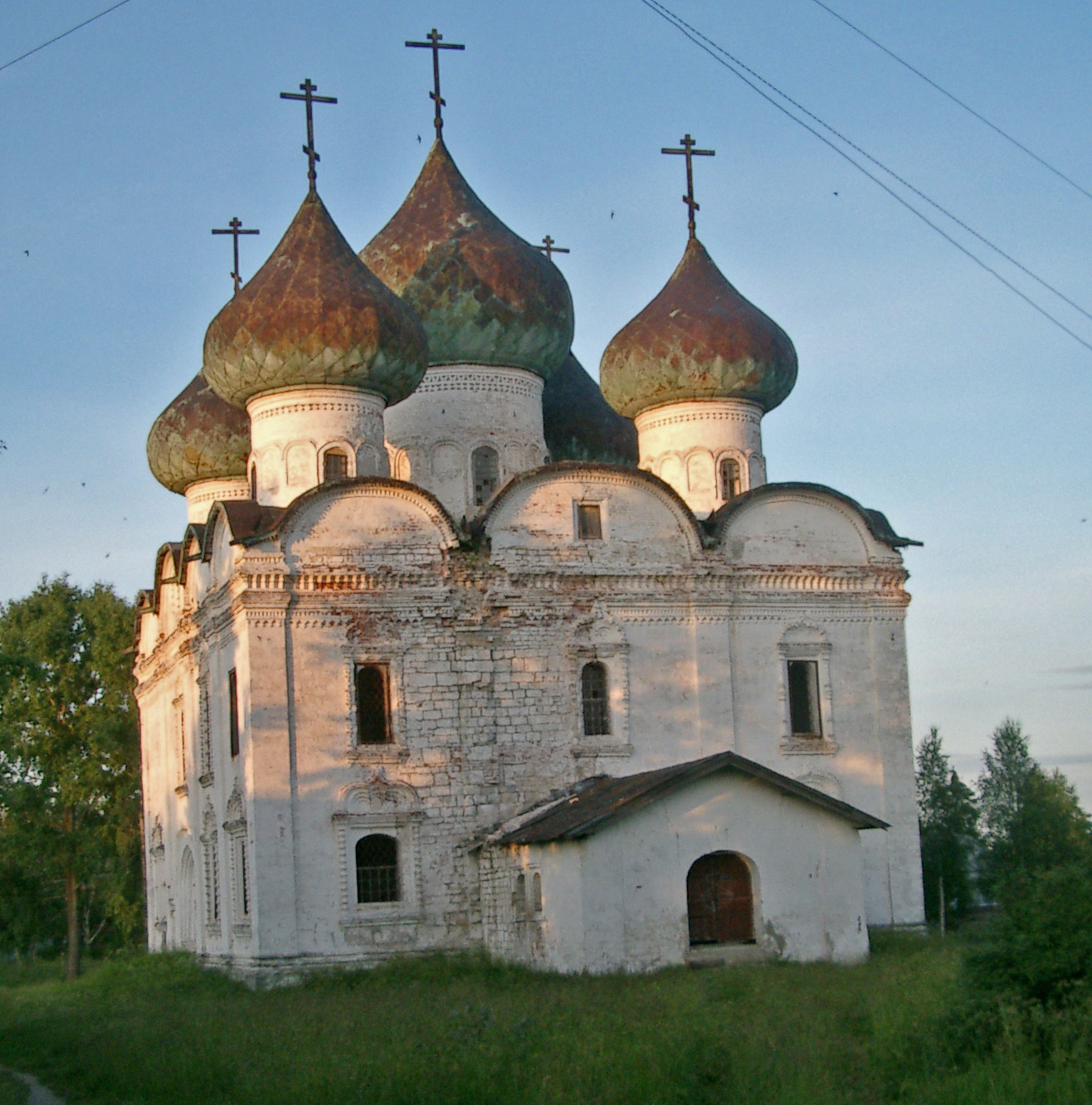
église de la Résurrection, côté ouest
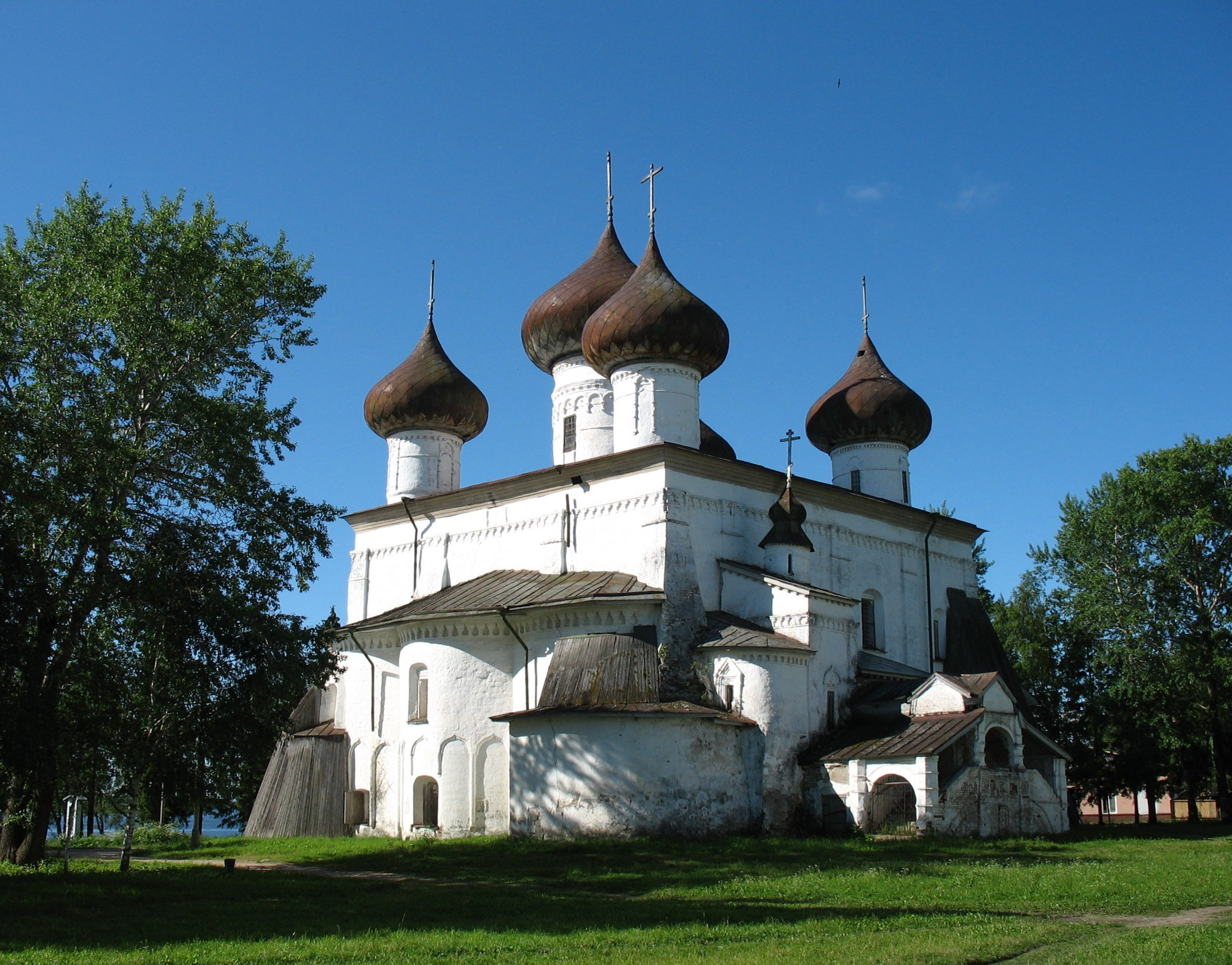
Cathédrale de la Nativité-du-Christ à Kargopol.
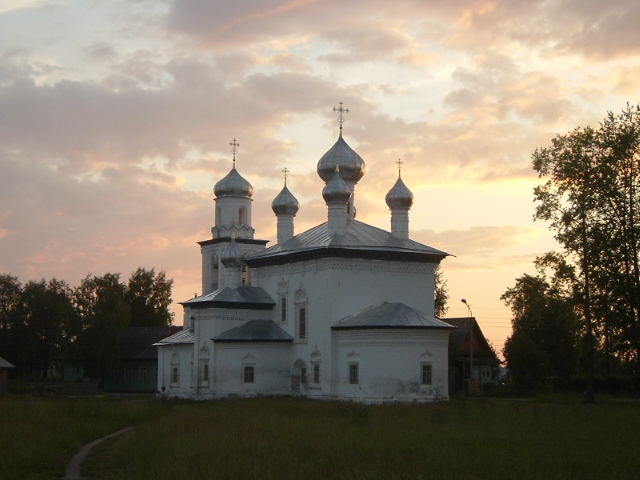
Église de la Nativité-de-la-Vierge (Kargopol). Les églises de Kargopol du XVIIe siècle sont ornées de chambranles en pierre uniques.
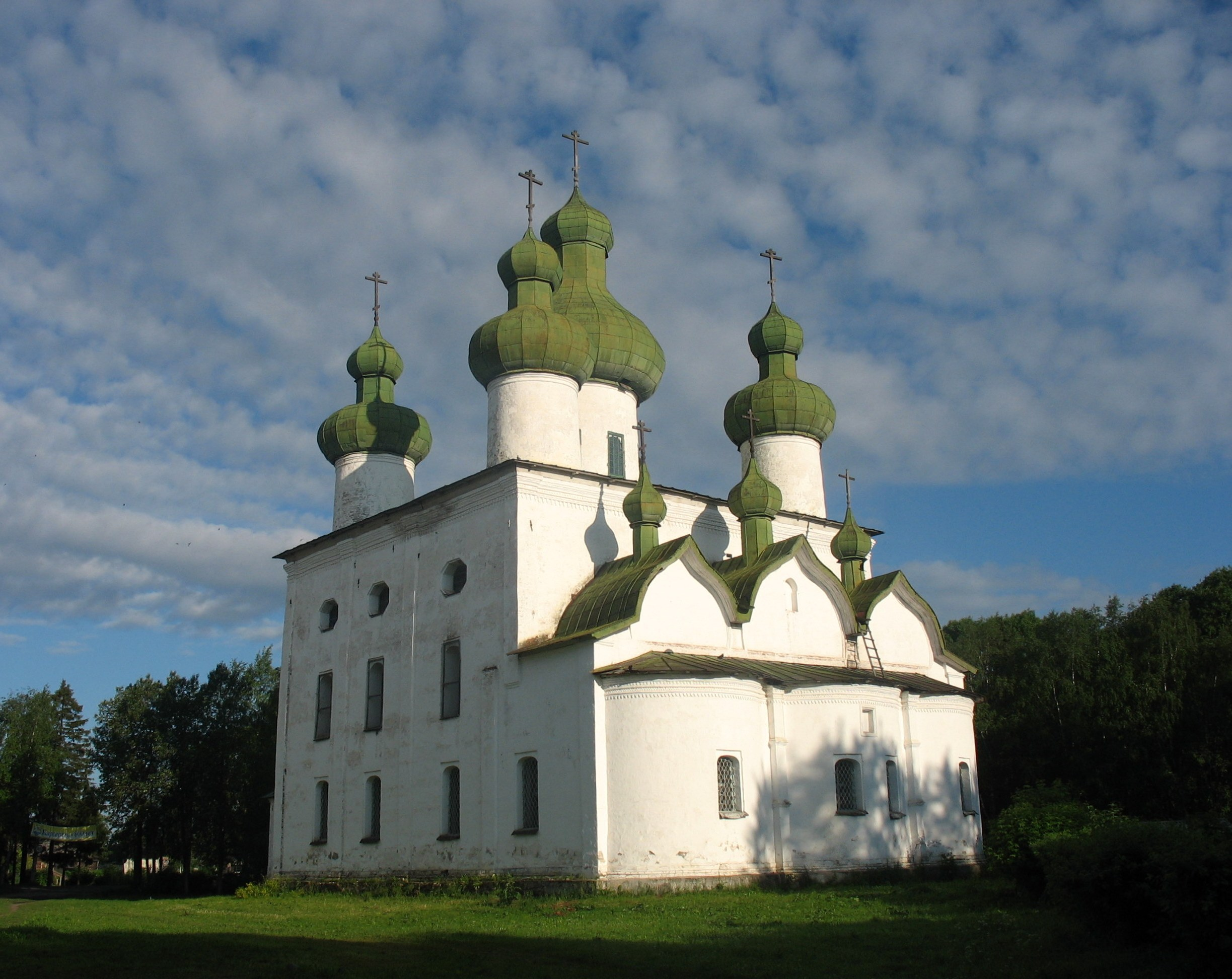
vue du chevet côté est de l'église Saint-Jean-Baptiste (Kargopol)

De nombreuses églises en bois des XVIIe siècle et XVIIIe siècle sont conservées  dans les villages entourant la ville de Kargopol comme l'église de Sretensko-Mikhailovskaïa à Krasnaïa Liaga.
Le Monastère de la Dormition Alexandre Ochevenski se situe à 40 km au nord de la ville de Kargopol.

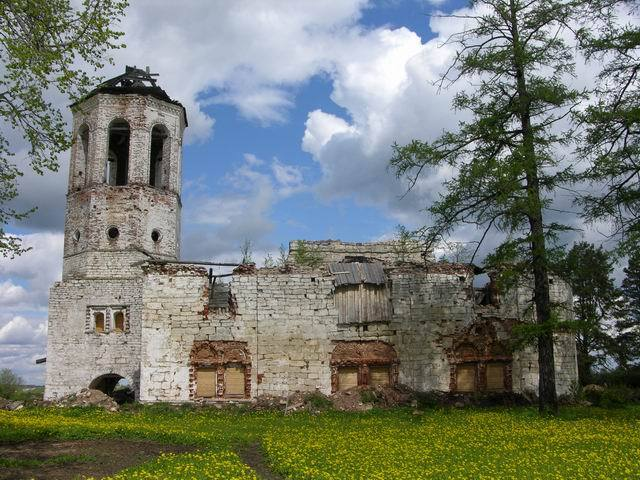
Monastère de la Dormition Alexandre Ochevenski

Le monastère de l'Ascension du Christ situé 39, rue Akoupova, dans la ville de Kargopol a servi de centre administratif du camp de travail de Kargopollag de 1937 à 1960.

## Transport
Au centre de la ville, sur la Prospekt Oktiabrski, se trouve la gare routière des autocars. De Kargopol il est possible de se rendre en autocar à Niandoma où se trouve la gare la plus proche, à Plessetsk, au village de Koniovo, à la ville d'Arkhangelsk, à Severodvinsk.